# مركز الخوارزمي للحساب الآلي
مركز الحساب الخوارزمي  هو مؤسسة تونسية تابعة لوزارة التعليم العالي ومرتبطة بجامعة تونس المنار. أنشئ في 12 أكتوبر 1976 لتسهيل إدماج الإعلامية في المؤسسات العمومية. من بين من أشرف على إدارة هذا المركز هندة الحجامي بن غزالة حتى مطلع شهر جويلية 2008 ليخلفها منذئذ محمد الجمني.

## وصلة خارجية
موقع مركز الخوارزمي